# Misericordia

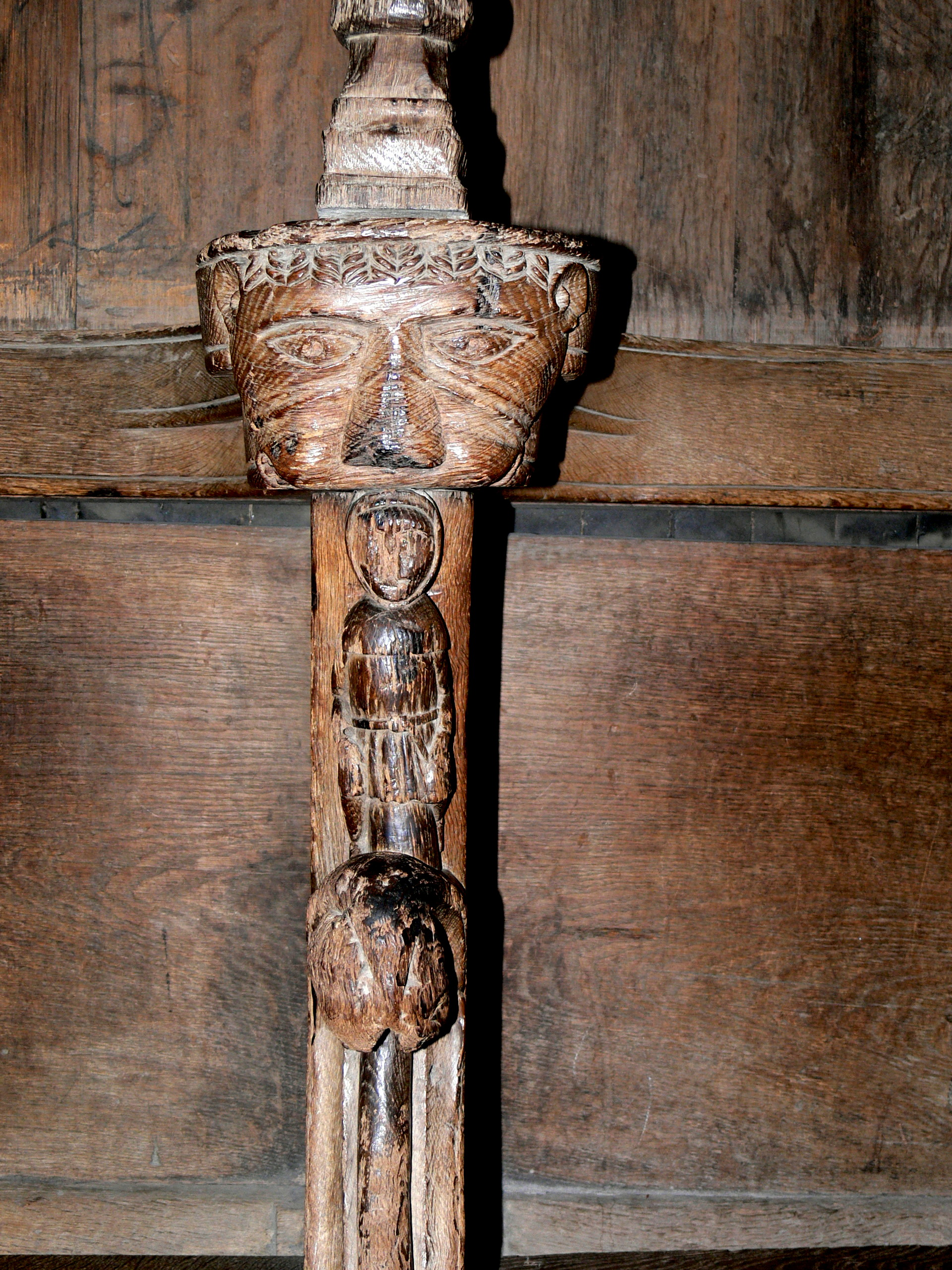
Misericordia i Lunds domkyrka.

Misericordia (latin för "barmhärtighet") är en kyrklig inredningsdetalj.
Misericordia är det lilla stöd på undersidan av korstolarnas rörliga säten, vilket någon from munk uppfunnit, för att hans kolleger skulle ha något att vila sig mot under de delar av gudstjänsten, som de måste förrätta stående. Det var en vida utbredd sed att på dessa misericordier utskära mycket profana bilder, som det ej skulle ha passat att framställa på en mera synlig plats.